# هاریوما
هاریوما (لاتین: Harria) شهرستانی در استونی باستان بود که در مکان شهرستان رپلا کنونی قرار داشت. این شهرستان در سال ۱۲۱۹ میلادی در جریان جنگ صلیبی لیوونی توسط دانمارکی‌ها فتح شد.